# Sonja Fröhlich

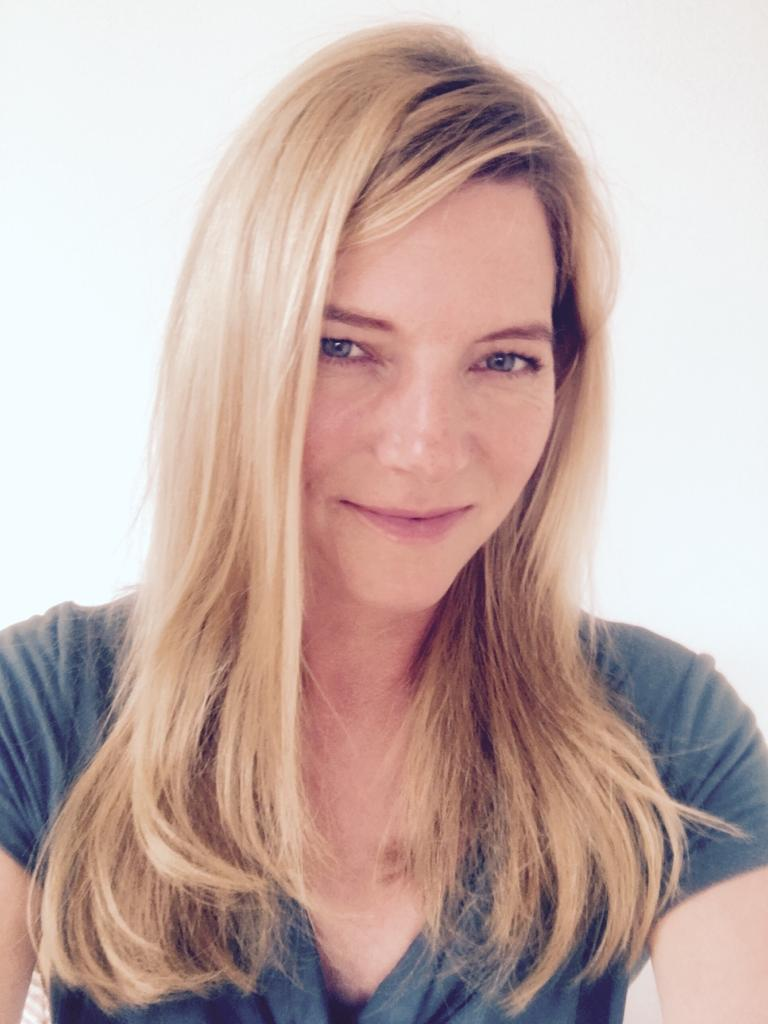
Sonja Fröhlich

Sonja Fröhlich ist eine deutsche Journalistin in Berlin und Hannover.

## Ausbildung
Nach dem Studium der Wirtschaftswissenschaften an der Universität Kassel arbeitete sie als freie Journalistin bei der Madsack Mediengruppe, wo sie auch ihr Volontariat absolvierte. Darüber hinaus verbrachte sie einige Monate in Namibia, wo sie für die Allgemeine Zeitung Windhoek schrieb.

## Journalistische Arbeit
Ihre Laufbahn als Redakteurin begann Fröhlich im Jahr 2004 bei der Hannoverschen Allgemeinen Zeitung, später war sie langjährig beim RedaktionsNetzwerk Deutschland tätig. Darüber hinaus war sie Redakteurin bei der Funke Mediengruppe. Seit 2020 schreibt sie für das Wissen & Gesundheit-Ressort des Focus Magazins. Schwerpunkt ihrer Berichterstattung sind Wissenschafts-, Umwelt- und Gesundheitsthemen.

## Auszeichnungen
- 2022: Medienpreis der Deutschen Gesellschaft für Endokrinologie (DGE)[3]
- 2022: Journalistenpreis der Deutschen Gesellschaft für Ernährung (DGE) in der Kategorie Publikumszeitschriften  für die Focus-Titelgeschichte „Die Ernährungswende“[4]
- 2023: Umweltmedienpreis der Deutschen Umwelthilfe (DUH) für die Artikelserie im Focus-Magazin „Das große Artensterben – Ist die Welt, wie wir sie lieben, noch zu retten?“[5]

## Sonstiges
Privat organisiert Fröhlich in Hannover die Live-Musik-Reihe Balkon Beats.